# Tengedan
Tengedan is een bestuurslaag in het regentschap Sumenep van de provincie Oost-Java, Indonesië. Tengedan telt 1717 inwoners (volkstelling 2010).